# Historias Personales
Historias Personales fue una serie ecuatoriana de episodios unitarios, emitida entre 2003 y 2006 por la cadena Teleamazonas.

## Producción
Las dos primeras temporadas de la serie fueron grabadas en distintos escenarios de la ciudad de Quito y alrededores, bajo la dirección de Peky Andino y la producción ejecutiva de Gonzalo Ponce Leiva, quienes ya trabajaron juntos en las teleseries Pasado y Confeso y Dejémonos de Vainas de Ecuavisa. María Beatriz Vergara, Jorge Luis Serrano y otros escritores colaboraron con varios de los guiones, en tanto que Amaia Merino y Hans Rosero trabajaron en la edición y posproducción de la mayoría de episodios. La última temporada de la serie se grabó y produjo en la ciudad de Guayaquil, bajo la dirección de Hans Rosero.
El programa obtuvo en 2003 el premio Agustín Cuesta Ordoñez del Municipio Metropolitano de Quito en la categoría de serie de televisión.

## Elenco
- Diana Borja
- Jaime Bonelli †
- Eduardo Mosquera
- Adulcir Saad
- Manolo Santillán
- Erick Marcillo
- Monserrath Astudillo
- Ana María Vela
- Armando Rivas
- Marco Ponce
- Carlos Clonares
- Nora Cevallos
- Sonia Valdez
- Ovidio González
- Irina Gamayúnova[2]
- David Peláez
- Gonzalo Samper[3]
- Patricia Loor
- Patricia Naranjo †[4]
- Martha de Salas
- Susana Nicolalde
- Martha Ormaza †[5]
- Toty Rodríguez
- Marco Bustos[6]
- Karen Flores
- Rodrigo Estrella
- Ricardo Briones
- Álvaro Rosero
- Fanny Moncayo
- María Beatriz Vergara
- María Eulalia Silva
- Rossana Iturralde
- Jaime Espinoza
- Daniel Morales
- Enrique Vivanco
- Pedro Andrade
- Andrés Madrid
- Isabel Casanova
- Diego Carrasco
- Fernando Zurita
- Juan Benítez
- Juan Bautista Paucar